# 8492 Kikuoka
8492 Kikuoka è un asteroide della fascia principale. Scoperto nel 1990, presenta un'orbita caratterizzata da un semiasse maggiore pari a 2,5347567 UA e da un'eccentricità di 0,0837696, inclinata di 14,33651° rispetto all'eclittica.